# Stripped (Rolling Stones)
Stripped je šesti live album grupe The Rolling Stones. Izdan je krajem 1995. godine, neposredno po završetku Voodoo Lounge Tour koncertne turneje. Album je bio odgovor Stonesa tadašnjem rastućem trendu snimanja unplugged albuma. Na albumu je sadržana kombinacija akustičnih verzija pjesma snimanih u studiju (u Tokiju i Lisabonu), i klupskih nastupa uživo iz Londona, Pariza i Amsterdama.

## Popis pjesama
1. "Street Fighting Man" – 3:41
2. "Like a Rolling Stone" – 5:39
3. "Not Fade Away" – 3:06
4. "Shine a Light" – 4:38
5. "The Spider and the Fly" – 3:29
6. "I'm Free" – 3:13
7. "Wild Horses" – 5:09
8. "Let It Bleed" – 4:15
9. "Dead Flowers" – 4:13
10. "Slipping Away" – 4:55
11. "Angie" – 3:29
12. "Love in Vain" – 5:31
13. "Sweet Virginia" – 4:16
14. "Little Baby" – 4:00

## Top ljestvice

### Album
| Godina | Ljestvica         | Pozicija |
| ------ | ----------------- | -------- |
| 1995.  | UK Top 75 Albuma  | #9       |
| 1995.  | The Billboard 200 | #9       |

### Singlovi
| Godina | Singl                  | Ljestvica              | Pozicija |
| ------ | ---------------------- | ---------------------- | -------- |
| 1995.  | "Like a Rolling Stone" | UK Top 75 Singlova     | #12      |
| 1995.  | "Like a Rolling Stone" | Mainstream Rock Tracks | #16      |

## Članovi sastava na albumu
- Mick Jagger - pjevač, usna harmonika
- Keith Richards - gitara
- Ron Wood - gitara
- Charlie Watts - bubnjevi

## Vanjske poveznice
- allmusic.com - Stripped